# Roche Chevrière
Roche Chevrière est un sommet situé dans le massif de la Vanoise, en Savoie, à l'ouest de la dent Parrachée.